# إبراهيم وحيد
براهيم وحيد (من مواليد 19 أغسطس 1977) لاعب كرة قدم جزائري. لعب للمنتخب الجزائري .

## إحصائيات الفريق الوطني
| منتخب الجزائر | منتخب الجزائر | منتخب الجزائر |
| سنة           | المباريات     | الأهداف       |
| ------------- | ------------- | ------------- |
| 2001          | 3             | 2             |
| 2002          | 0             | 0             |
| 2003          | 2             | 0             |
| مجموع         | 5             | 2             |

## روابط خارجية
- براهيم وحيد على موقع قاعدة بيانات كرة القدم.إي يو (الإنجليزية)
- براهيم وحيد على موقع ناشيونال فوتبول تيمز (الإنجليزية)